# 打貓西堡
打貓西堡，是台灣中南部自清治時期至日治初期的一個行政區劃，其範圍即今嘉義縣的新港鄉北部。
打貓西堡北邊為白沙墩堡、打貓北堡，東邊為打貓南堡，南邊為牛稠溪堡，西南邊為大槺榔西堡，西邊為大槺榔東頂堡。

## 管轄街庄
打貓西堡共轄11個街庄：
- 今新港鄉境內：新港街、後庄、埤頭庄、舊南港庄、板頭厝庄、大潭庄、後底湖庄、古民庄、埤仔頭庄、崙仔庄
- 今溪口鄉境內：柴林腳庄